# Atis de Meònia
Atis (en grec antic Ἄττις o Ἄττης) va ser un rei llegendari dels meonis.
Era fill de Manes. Va tenir un fill anomenat Lidos (Λυδος Lydos), del nom del qual va agafar la Lídia el seu nom. Heròdot n'esmenta un altre fill, de nom Tirrè i en un passatge anomena Atis com a Cotis.
Segons algunes versions, Atis era fill d'Hèracles i d'Òmfale, i pertanyia a la dinastia dels heràclides.